# Byssosphaeria rhodomphala
Byssosphaeria rhodomphala är en svampart som först beskrevs av Miles Joseph Berkeley, och fick sitt nu gällande namn av Mordecai Cubitt Cooke 1887. Byssosphaeria rhodomphala ingår i släktet Byssosphaeria och familjen Melanommataceae.   Inga underarter finns listade i Catalogue of Life.